# Kye Song-hyok
Kye Song-hyok (12 de novembro de 1992) é um futebolista profissional norte-coreano que atua como atacante.

## Carreira
Kye Song-hyok representou a Seleção Norte-Coreana de Futebol na Copa da Ásia de 2015.